# LSD (együttes)
Az LSD egy supergroup, melynek tagjai Labrinth brit zenész, Sia ausztrál énekesnő és Diplo amerikai zenei producer. Az együttes hat kislemezt adott ki, melyek mind helyet kaptak debütáló stúdióalbumukon, amely 2019. április 12-én jelent meg Labrinth, Sia & Diplo Present... LSD címmel.

## Története
2018. május 3-án jelent meg az LSD első kislemeze, a Genius egy animált zenei videóval együtt. A következő nap Diplo elárulta, hogy az LSD akkor alakult meg, amikor meghívást kapott egy dal megírására Labrinth-szal és Siával együtt.
Eredetileg nem voltam tagja <<az LSD-nek>>, majd a kiadónk kitalálta, hogy csatlakozzak be. Ez a két előadó együtt a két legőrültebb, legkreatívabb ember, akikkel valaha találkoztam az életemben. Nekik vannak a legőrültebb ötleteik, amiket zenei producerként próbálok összegyűjteni és megvalósítani. – mondta Diplo.
2018. május 10-én egy videóklip kíséretében mutatták be Audio című dalukat. Harmadik daluk Thunderclouds címmel jelent meg augusztus 9-én. 2018. november 1-jén kiadták a Mountains című felvételüket. A Rolling Stone magazinnak adott interjújában Sia megerősítette, hogy az együttes stúdióalbumot fog megjelentetni. 2019. március 11-én az LSD közzétette, hogy debütáló nagylemezük 2019. április 12-én jelenik meg Labrinth, Sia & Diplo Present... LSD címmel.

## Diszkográfia

### Stúdióalbumok
| Cím                                  | Részletek                                                                               | Legjobb helyezések | Legjobb helyezések | Legjobb helyezések | Legjobb helyezések | Legjobb helyezések | Legjobb helyezések | Legjobb helyezések | Legjobb helyezések | Legjobb helyezések | Legjobb helyezések |
| Cím                                  | Részletek                                                                               | AUS                | BEL(FL)            | GER                | IRE                | ITA                | NLD                | NZ                 | SWE                | UK                 | US                 |
| ------------------------------------ | --------------------------------------------------------------------------------------- | ------------------ | ------------------ | ------------------ | ------------------ | ------------------ | ------------------ | ------------------ | ------------------ | ------------------ | ------------------ |
| Labrinth, Sia & Diplo Present... LSD | - Megjelent: 2019. április 12. - Kiadó: Columbia - Formátum: CD, LP, digitális letöltés | 49                 | 72                 | 49                 | 45                 | 53                 | 16                 | 35                 | 17                 | 44                 | 70                 |

### Kislemezek
| Cím                                                         | Év   | Legjobb helyezések | Legjobb helyezések | Legjobb helyezések | Legjobb helyezések | Legjobb helyezések | Legjobb helyezések | Legjobb helyezések | Legjobb helyezések | Legjobb helyezések | Legjobb helyezések | Minősítések | Album                                |
| Cím                                                         | Év   | AUS                | CAN                | FRA                | GER                | ITA                | NZ                 | SWE                | SWI                | UK                 | US                 | Minősítések | Album                                |
| ----------------------------------------------------------- | ---- | ------------------ | ------------------ | ------------------ | ------------------ | ------------------ | ------------------ | ------------------ | ------------------ | ------------------ | ------------------ | --- | ------------------------------------ |
| Genius                                                      | 2018 | —                  | 75                 | 173                | 79                 | —                  | —                  | 81                 | 84                 | 72                 | —                  | - BPI: Ezüstlemez - ARIA: Platinalemez - FIMI: Aranylemez - MC: Platinalemez - RIAA: Aranylemez - SNEP: Aranylemez                          | Labrinth, Sia & Diplo Present... LSD |
| Audio                                                       | 2018 | 91                 | —                  | 34                 | —                  | —                  | —                  | 69                 | 75                 | —                  | —                  | - RIAA: Aranylemez - ARIA: Platinalemez - MC: Aranylemez - SNEP: Platinalemez                                                               | Labrinth, Sia & Diplo Present... LSD |
| Thunderclouds                                               | 2018 | 69                 | 62                 | 27                 | 56                 | 24                 | 38                 | 80                 | 38                 | 17                 | 67                 | - ARIA: Platinalemez - BPI: Aranylemez - BVMI: Aranylemez - FIMI: Platinalemez - MC: Platinalemez - RIAA: Platinalemez - SNEP: Platinalemez | Labrinth, Sia & Diplo Present... LSD |
| Mountains                                                   | 2018 | —                  | —                  | —                  | —                  | —                  | —                  | —                  | —                  | —                  | —                  | | Labrinth, Sia & Diplo Present... LSD |
| No New Friends                                              | 2019 | —                  | —                  | 173                | —                  | —                  | —                  | —                  | —                  | —                  | —                  | | Labrinth, Sia & Diplo Present... LSD |
| "—" nem szerepelt listán, vagy nem jelent meg az országban. |      |                    |                    |                    |                    |                    |                    |                    |                    |                    |                    | |                                      |